# 봄베이 (영화)
봄베이(Bombay)는 인도에서 제작된 마니 라트남 감독의 1995년 영화이다. 마니샤 코이랄라 등이 주연으로 출연하였고 S. Sriram 등이 제작에 참여하였다.

## 출연

### 주연
- 마니샤 코이랄라

### 조연
- 나세르
- Master Harsha

## 제작진
- 미술: Thotta Tharani
- 의상: Nalini Sriram